# Marcin Robak
Marcin Robak (Legnica, 29 novembre 1982) è un ex calciatore polacco, di ruolo attaccante.

## Carriera

### Club
A gennaio del 2011 si unisce al Konyaspor. Il 21 febbraio 2014, con la maglia del Pogoń Stettino, realizza 5 reti nella vittoria interna (5-1), contro il Lech Poznań.

### Nazionale
Tra il 2010 ed il 2014 ha totalizzato complessivamente 9 presenze ed una rete con la nazionale polacca.

## Statistiche
| Cronologia completa delle presenze e delle reti in nazionale ― Polonia | Cronologia completa delle presenze e delle reti in nazionale ― Polonia | Cronologia completa delle presenze e delle reti in nazionale ― Polonia | Cronologia completa delle presenze e delle reti in nazionale ― Polonia | Cronologia completa delle presenze e delle reti in nazionale ― Polonia | Cronologia completa delle presenze e delle reti in nazionale ― Polonia | Cronologia completa delle presenze e delle reti in nazionale ― Polonia | Cronologia completa delle presenze e delle reti in nazionale ― Polonia |
| Data                                                                   | Città                                                                  | In casa                                                                | Risultato                                                              | Ospiti                                                                 | Competizione                                                           | Reti                                                                   | Note                                                                   |
| ---------------------------------------------------------------------- | ---------------------------------------------------------------------- | ---------------------------------------------------------------------- | ---------------------------------------------------------------------- | ---------------------------------------------------------------------- | ---------------------------------------------------------------------- | ---------------------------------------------------------------------- | ---------------------------------------------------------------------- |
| 17-1-2010                                                              | Nakhon Ratchasima                                                      | Danimarca                                                              | 3 – 1                                                                  | Polonia                                                                | King's Cup 2010                                                        | -                                                                      |                                                                        |
| 20-1-2010                                                              | Nakhon Ratchasima                                                      | Thailandia                                                             | 1 – 3                                                                  | Polonia                                                                | King's Cup 2010                                                        | 1                                                                      |                                                                        |
| 23-1-2010                                                              | Nakhon Ratchasima                                                      | Singapore                                                              | 1 – 6                                                                  | Polonia                                                                | King's Cup 2010                                                        | -                                                                      |                                                                        |
| 10-12-2010                                                             | Antalya                                                                | Bosnia ed Erzegovina                                                   | 2 – 2                                                                  | Polonia                                                                | Amichevole                                                             | -                                                                      |                                                                        |
| Totale                                                                 |                                                                        | Presenze                                                               | 4                                                                      |                                                                        | Reti                                                                   | 1                                                                      |                                                                        |

## Palmarès

### Club

#### Competizioni nazionali
- Supercoppa di Polonia: 2

Lech Poznan: 2015, 2016

### Individuale
- Capocannoniere del campionato polacco: 1

2016-2017 (18 gol)